# Роотсмяэ, Таавет Яанович
Таавет Яанович Роотсмяэ (эст. Taavet Rootsmäe, 1885—1959) — эстонский и советский астроном.

## Биография
Родился 27 июня 1885 года в волости Кастре Вынну (ныне — уезд Тартумаа, Эстония).
В 1912 году окончил Императорский Юрьевский университет (ныне — Тартуский университет). В 1919—1959 годах работал в Тартуском университете: заведующий кафедрой астрономии, с 1924 — профессор; в 1919—1948 гг. — директор Тартуской обсерватории.

## Научные интересы
Основные труды в области звездной астрономии, а также геодезии и истории астрономии. Занимался изучением малых планет, метеорных потоков. Предложил статистические критерии для определения возраста звезд по их движениям и использовал эти результаты при изучении эволюции звезд. Основатель эстонской национальной школы астрономов. Совместно с Ю. Лангом написал первый учебник астрономии на эстонском языке. Внёс большой вклад в становление Тартуской обсерватории, как научного учреждения. Наладил издание трудов обсерватории, а также Астрономического календаря. Проводил большую научно-популяризаторскую работу.